# Банковская контора (Кремлёвская полицейская часть)
Банковская контора (Кремлёвская полицейская часть) — памятник градостроительства и архитектуры в Нижнем Новгороде. Здание построено в 1785—1786 годах, предположительно, по проекту губернского архитектора Я. А. Ананьина в стиле русского классицизма. Здание несколько раз перестраивалось, пока в 1909—1912 годах, при перестройке по проекту архитектора Н. М. Вешнякова, не получило современный вид в стиле модерн.               
Дом, выстроенный в период перепланировки города по первому регулярному плану, входит в архитектурный ансамбль Нижегородского кремля. В доме последовательно размещались: банковская контора, квартиры офицеров, кремлёвская полицейская и пожарная часть, городская телефонная станция; в современный период — Управление федерального казначейства по Нижегородской области.                     

## История
В период перепланировки Нижнего Новгорода на основе первого регулярного плана в последней трети XVIII века, в западной части Нижегородского кремля велось возведение нового ансамбля административной плац-парадной площади. После возведения здания Присутственных мест, на линии, продолжавшей северный корпус присутственных мест, в 1785—1786 годах был выстроен дом, предназначавшийся под размещение Нижегородской конторы для вымена ассигнаций (Променной конторы). Автором проекта, предположительно, был первый нижегородский губернский архитектор Я. А. Ананьин.
Нижегородская променная контора была учреждена по именному Указу Екатерины II от 28 декабря 1773 года. Для учреждения было обустроено деревянное здание, через восемь лет пострадавшее от пожара. Высочайшим указом от 3 мая 1783 года императрица повелела главному банков директору действительному тайному советнику графу А. П. Шувалову выделить денежные средства на постройку в Нижнем Новгороде каменного здания для местной конторы Государственного ассигнационного банка. Необходимые средства, в размере более 9 тысяч рублей, были присланы в Нижегородскую казённую палату из Московского казначейства. Весной 1785 года казённая палата после проведения торгов заключила контракт на возведение дома для банковской конторы с подрядчиком — крепостным крестьянином села Вершилова Балахнинского уезда Петром Михайловым сыном Халезовым, знаменитым своими каменщиками. Он руководил артелью из 60 человек. Кирпич со своих заводов поставляли нерехтские купцы Андрей и его сын Николай Трескины. В июле 1785 года весь привезённый материал освидетельствовал архитектор Ананьин и отрапортовал Казённой палате, что кирпич «оказался во употребление казённого строения годным». Так началось строительство банковской конторы.
Нижегородская променная контора, в которой ещё в 1785 году вскрылись огромные хищения казённых денег её начальством, была упразднена 19 декабря 1796 года по велению нового монарха Павла I. Кладовые конторы опустели, оставшиеся неразворованными ценности приняли уездное и губернское казначейства. В 1797 году здание конторы отдали под размещение квартир для офицеров местного гарнизона. В 1809 году, после пожара в здании присутственных мест, в нём разместили часть помещений губернской канцелярии. В 1811 году — передали кремлёвской полицейской части. В 1827 году по проекту губернского архитектора И. Е. Ефимова здание было надстроено деревянной пожарной каланчой. В 1837 году каланча была перестроена, предположительно, по проекту архитектора Г. И. Кизеветтера. Новый вид каланчи запечатлён на картинах художника Н. Г. Чернецова 1838 и 1845 годов. Пожарная часть размещалась в здании до начала XX века. С конца 1858 года здесь некоторое время размещалась первая в городе телеграфическая станция.
В 1909—1912 годах здание было реконструировано под размещение телефонной станции по проекту архитектор Николая Михайловича Вешнякова. Был надстроен третий этаж, переделаны фасады с элементами и деталями модерна, изменена планировка, пристроены дворовые лестничные клетки, небольшой подвал для котла отопления. Отсюда осуществлялась телефонная связь с Москвой и рядом другим городов.
В советский период бывшая контора использовалась, как административное здание. После октябрьской революции и вплоть до 1959 года здесь работала междугородная телефонная станция. В конце 1930-х в здании также было устроено арестное помещение для проштрафившихся связистов Горьковской области, а с 1954 года на третьем этаже находилась «радиостанция № 2», осуществлявшая мониторинг эфира; отсюда «глушилкам», расположенным на Конном проезде и Окском съезде давались указания о «забивке» радиочастот, на которых вещали «вражеские» радиостанции. На первом этаже были оборудованы ясли для детей сотрудников Горьковского областного управления связи. Позже здание занял отдел жилищно-коммунального хозяйства областного исполкома.
После 1993 года здесь размещалось областное Управление жилищно-коммунального хозяйства. 14 ноября 1994 года было создано Управление Федерального Казначейства РФ по Нижегородской области. Первоначально Управление располагалось в одном кабинете в Департаменте финансов областной администрации. В начале 1995 года губернатор области Б. Е. Немцов своим решением предоставил Управлению бывшее здание банковской конторы.  
В 2001—2006 годах к зданию бывшей банковской конторы со двора был пристроен новый четырёхэтажный корпус. Выполненный в стиле постмодернизма (нижегородская архитектурная школа) по проекту архитекторов Ю. Карцева, А. Сорокина и А. Толкачёва, корпус Казначейства попытались вписать в существующую застройку кремля.